# Petit déjeuner compris
Petit déjeuner compris est une mini-série française en six épisodes de 52 minutes réalisée par Michel Berny sur un scénario de Danièle Thompson diffusée du 22 février au 8 mars 1980 sur Antenne 2.

## Synopsis
Un couple de provinciaux de Bourg-en-Bresse, les Leroux, se retrouve projeté en plein Paris, dans le Quartier latin, car Marie-Louise a hérité d'un petit hôtel qui appartenait à une vieille tante surnommée La Buque. Celle-ci, morte dans l'explosion de la cuisine de l'hôtel, était adorée par les employés et les habitués de l'établissement. Marie-Louise, dans l'attente de la vente de l'Hôtel Buque, en assure la gestion quotidienne et s'y attache progressivement.

## Fiche technique
- Titre : Petit déjeuner compris
- Réalisation : Michel Berny
- Scénario : Danièle Thompson
- Image : Marcel Grignon
- Musique : Vladimir Cosma
- Durée : 6 x 52 min.
- Dates de première diffusion : 22 février 1980 au 8 mars 1980

## Distribution
- Marie-Christine Barrault :  Marie-Louise Leroux  (6 épisodes)
- Pierre Mondy :  Gauthier Leroux  (6 épisodes)
- Hubert Deschamps :  Blaise Jeandron  (6 épisodes)
- Marthe Villalonga :  Purification (6 épisodes)
- Emilie Benoît :  Antoinette Lemarchand  (6 épisodes)
- Roger Desmare :  Hector  (6 épisodes)
- Serge Nubret :  Sissou Lemarchand  (6 épisodes)
- André Falcon :  M. Marjac  (3 épisodes)
- Peter Semler :  Lüdstrom (5 épisodes)
- Alexandra Dumorier :  Stéphanie Leroux  (4 épisodes)
- Marius Laurey :  Professeur Martin  (4 épisodes)
- Jean-François Morel :  Fernand Leroux  (4 épisodes)
- Jacques Plée :  M. Wurst  (4 épisodes)
- Denise Provence :  Mlle Angevin (4 épisodes)
- Michèle Amiel :  Mme Leblanc  (3 épisodes)
- Yvonne Dany :  Mme Leroux mère  (3 épisodes)
- Patrice Dozier :  Jean-François  (3 épisodes)
- Jean-Pierre Ducos :  Le marchand de tableaux  (3 épisodes)
- Pierre Frag :  M. Verdun  (3 épisodes)
- Gérard Thomas :  Olivier  (3 épisodes)
- Marius Balbinot :  Stéphane  (2 épisodes)
- Philippe Brizard :  M. Vendroux, le généalogiste (2 épisodes)
- Philippe Brigaud :  Jean-Guy  (2 épisodes)
- Emmanuelle Brunschwig :  Suzanne  (2 épisodes)
- Eve Cotton :  La cliente du n° 14  (2 épisodes)
- François Dalou :  Julien  (2 épisodes)
- Albert Delpy :  Jean-Paul Perrault  (2 épisodes)
- Pierre Devilder :  M. Valensier  (2 épisodes)
- Danielle Durou :  Agathe Dupré  (2 épisodes)
- Claude Legros :  Le brigadier  (2 épisodes)
- Patrice Melennec :  L'inspecteur Gaubert  (2 épisodes)
- Michel Raskine :  L'inspecteur Favre  (2 épisodes)
- Jean-Claude Sachot :  Noël  (2 épisodes)
- Bernard Salvage :  Maître Teynac  (2 épisodes)
- Jean Turlier :  Michel  (2 épisodes)
- Julien Verdier :  M. Leroux père  (2 épisodes)
- Daisy Amias :  Irina Khandar  (1 épisode)
- Azzedine Amimour :  José  (1 épisode)
- Marie-Thérèse Arène :  Marie-Ange  (1 épisode)
- Jean-Marie Arnoux :  Un agent de police  (1 épisode)
- Mitsuyuki Bando :  Kawazaka  (1 épisode)
- Carina Barone :  Helen  (1 épisode)
- Gilbert Beugniot :  M. Franck  (1 épisode)
- Paul Bisciglia :  M. Burin  (1 épisode)
- Madeleine Bouchez :  La vieille dame  (1 épisode)
- Michel Carnoy :  Le Hollandais  (1 épisode)
- André Cassan :  Un passant  (1 épisode)
- Jean Cassies :  Le maître d'hôtel  (1 épisode)
- Sophie Chemineau :  Une infirmière  (1 épisode)
- Philippe Chosson :  Le jeune homme  (1 épisode)
- Monique Ciron :  L'hôtesse Sokomar  (1 épisode)
- Serge Coursan :  M. Raimbaud  (1 épisode)
- Gérard Croce :  Le pompiste  (1 épisode)
- Diane Dalbi :  La femme du diplomate  (1 épisode)
- Jacques Dalès :  Paul Filet  (1 épisode)
- Isabelle de Botton :  Sophie Khandar  (1 épisode)
- Michel Debrane :  M. Herrera  (1 épisode)
- Pierre Decazes :  Le 1er candidat  (1 épisode)
- Julien Delli Fiori :  Un client  (1 épisode)
- Etienne Dirand :  Le lieutenant  (1 épisode)
- Jacques Disses :  M. Leblanc  (1 épisode)
- Pierre Doris :  M. Feucholles  (1 épisode)
- Étienne Draber :  Bologne  (1 épisode)
- Jean-François Dupas :  M. Carducci  (1 épisode)
- Jacques Dynam :  M. Bachler  (1 épisode)
- Bryan Ferry :  Bryan Ferry, Chanteur et claviers de Roxy Music : lui-même (1 épisode, le 4e)
- André Valardy : Fred Gregory, Le batteur de Roxy Music (1 épisode, le 4e)
- Luc Florian :  M. Blomet  (1 épisode)
- Serge Frédéric :  Un badaud  (1 épisode)
- Yvonne Gaudeau :  Mme Barjac  (1 épisode)
- Edward Gawron :  Un Américain  (1 épisode)
- Jacques Giraud :  M. Henry  (1 épisode)
- Annie Giraudet :  L'hôtesse Sokomar  (1 épisode)
- Paul Handford :  L'Américain  (1 épisode)
- Pierre Henri-Don :  Le livreur télé  (1 épisode)
- Catherine Herold :  Mme Khandar  (1 épisode)
- Gérard Hérold :  Khandar  (1 épisode)
- Caroline Jacquin :  Une vendeuse  (1 épisode)
- Maaike Jansen :  La Hollandaise  (1 épisode)
- Philippe Jourde :  Le brigadier  (1 épisode)
- Sam Karmann :  Khabil  (1 épisode)
- Lise Le Révérend :  Une Anglaise  (1 épisode)
- Ginette Leclerc :  La Buque (apparait dans le 5e épisode lors d'un flashback)
- Claude Lévèque :  Le décorateur  (1 épisode)
- Lisa Livane :  La jeune femme  (1 épisode)
- Pierre Londiche :  M. Forestier  (1 épisode)
- Alix Mahieux :  Mme Dinard  (1 épisode)
- Christiane Marchewska :  Françoise  (1 épisode)
- Colette Mareuil :  Mme Raimbaud  (1 épisode)
- Mike Marshall :  Un Américain  (1 épisode)
- Josepha Mendels :  Mme Herrera  (1 épisode)
- Claude Merlin :  Le 2e candidat  (1 épisode)
- Jean-Pierre Moulin :  M. Bourrinot  (1 épisode)
- Hubert Noël :  Le diplomate  (1 épisode)
- Geneviève Omini :  La 1re vendeuse  (1 épisode)
- Claude Pascadel :  Le Belge  (1 épisode)
- André Penvern :  Le médecin  (1 épisode)
- Joseph Pertic :  Boris  (1 épisode)
- Pierre Plessis :  M. Coutal  (1 épisode)
- Simone Praud :  Une dame du troisième âge  (1 épisode)
- Barry Preston :  Un Américain  (1 épisode)
- Bertrand Quatrehomme :  Eric  (1 épisode)
- Jacques Ramade :  M. Fortaux  (1 épisode)
- Louise Rioton :  Mme Valensier  (1 épisode)
- Gilbert Robin :  Le concierge de l'hôtel  (1 épisode)
- Joëlle Robin :  Mme Verdun  (1 épisode)
- Helena Ronee :  Erika  (1 épisode)
- Jean-Marie Salhani :  Jonathan  (1 épisode)
- Benjamin Simon :  Le préposé à l'hôtel  (1 épisode)
- Roger Souza :  Le chauffeur de taxi  (1 épisode)
- Bernard Spiegel :  Le speaker  (1 épisode)
- Geneviève Taillandier :  L'hôtesse de l'air  (1 épisode)
- Patrick Tandin :  Le 2e détenu  (1 épisode)
- Katia Tchenko :  Mme Blomet  (1 épisode)
- Anne Thyssen :  Sybil  (1 épisode)
- Jean Tolzac :  Le patient à la minerve  (1 épisode)
- Hélène Tremblay :  La Canadienne  (1 épisode)
- André Valardy :  Paul Thompson, le batteur de Roxy Music : lui-même(4e épisode)
- Maurice Vallier :  Le proviseur du lycée  (1 épisode)
- Jean-Claude Weibel :  Le Suisse  (1 épisode)
- Timothy Wood :  Timothy  (1 épisode)
- Alan Adair  (? épisodes)
- Gilbert Beugniot :  M. Franck (? épisodes)
- Pierre Semmler :  Lydstrom (? épisodes)
- Ursula White :  L'hôtesse Sokomar (? épisodes)

## Autour de la série
- Bryan Ferry et son groupe Roxy Music apparaissent en vedettes invitées dans le quatrième épisode.
- L'hôtel qui a servi de cadre à la série est l'Hôtel de l'Avenir, rebaptisé  Bonsoir Madame  en mai 2020, et sis au 65 rue Madame dans le 6e arrondissement de Paris.
- Une partie de la série, censée se dérouler à Bourg-en-Bresse, a été tournée à Dreux[1].
- Dans le cadre de l'épisode de l'émission Rembob'INA consacré à la série diffusé la première fois sur LCP le dimanche 29 novembre 2020, les épisodes 4 et 6 sont proposés en rediffusion en présence de leur actrice principale, Marie-Christine Barrault, et de la scénariste, Danielle Thompson.